# Разбойничество в Източна България
Разбойничеството в Източна България е период на бунтове и партизански действия на турци в източната част на Княжество България през 1879 – 1880 година и свързаните с тях безредици.

## История
Бунтовете започват през лятото на 1879 година, малко след края на Руско-турската война, в района на Ески Джумая (гр.Търговище) и Осман пазар (гр. Омуртаг), където се формират значителни въоръжени групи от местни турци, включително дезертьори от османската армия. Те започват да влизат в престрелки с български военни части, а вечерта на 27 юни правят неуспешен опит да завземат Осман пазар. След като са отблъснати от градския гарнизон, те се ориентират към партизанска тактика. В основата на движението, ползващо се с негласна подкрепа от османското правителство, е недоволството на завръщащите се след края на войната десетки хиляди бежанци, които намират имуществото си заграбено от българи, както и масовите беззакония на българската администрация. По думите на адютанта на княз Александър Александър Головин, „тези именно стражари нападаха турците, грабеха, убиваха, а сетне търсеха виновните пак измежду турците“.
На 10 юли 1879 година правителството въвежда военно положение в засегнатите от бунтовете райони. По места са съставени смесени комисии от българи и турци, които да разглеждат имуществените спорове, но положението не се променя съществено. След временно затишие на бунтовете те отново се активизират през пролетта на 1880 година, като в края на март бунтовниците извършват ежедневни нападения с десетки жертви.
През април 1880 година напрежението още повече нараства, след като българската армия се опитва да установи границата с Източна Румелия в Източна Стара планина, поставяйки под свой контрол 13 турски села, и среща съпротивата на местното население. На 24 април, когато много турци от района се събират в село Ахли (днес с. Страцин), българска рота, заедно с голям брой въоръжени цивилни българи, завзема почти празното село Белово. На следващия ден Белово е обградено от стотици турци, около 200 от тях въоръжени, водени от Чобан Хасан. При последвалото сражение са дадени няколко жертви, но българските части успяват да задържат контрола над селото. Български въоръжени групи опожаряват и разграбват пет турски села, в едно от които изгарят училището и джамията, но съпротивата сред мюсюлманите се засилва.
Веднага след сблъсъците в Белово новоназначеният военен министър генерал Казимир Ернрот иска извънредни пълномощия за справяне с безредиците, които са гласувани от Народното събрание на 26 април. Той получава пълен едноличен контрол над гражданската и военната администрация в районите на бунта. Назначената от него анкетна комисия публикува през юли доклад, в който сочи за основен източник на размириците турските групи, нападнали Белово, но също отбелязва извършваните от българи, включително от военната и гражданската администрация, грабежи, погроми и убийства на турци, както и некомпетентността и бездействието на висши чиновници, особено в Бургаски окръг на Източна Румелия.
След като получава извънредните пълномощия, генерал Ернрот лично посещава района на бунтовете, уволнява множество чиновници и назначава военни управители, създадени са военни съдилища, които да разглеждат бързо и на място случаите, определяни като разбойничество. Взети са мерки за ефективен контрол на границите с Източна Румелия и Румъния (от румънска страна също е засилено военното присъствие по границата) и е завършена демаркацията на границата, предизвикала събитията в Белово. През следващите седмици за арестувани стотици участници в размириците, на места цялото мъжко население на дадени села, като след време повечето са освободени, но някои получават тежки присъди, включително смъртни.
Ликвидирайки насилията от страна на българската администрация и оказвайки силен натиск срещу турските въоръжени групи, до есента на 1880 година генерал Ернрот успява да прекрати безредиците, като турските групи се разоръжават доброволно и повечето участници в тях се връщат в селата си. В средата на октомври военното положение и извънредните пълномощия на генерал Ернрот са отменени. На 28 ноември присъдите на всички осъдени във връзка с безредиците са намалени наполовина.
Събитията от 1880 година са съпътствани от постоянни обвинения от страна на Османската империя за извършваните срещу мюсюлманите в Княжество България насилия. Османски и австро-унгарски дипломати дори изказват опасения, че концентрацията на военни части по границата може да е подготовка за военна интервенция в Източна Румелия.